# أنا أغني من البئر (فلم)
أنا أغني من البئر (بالإنجليزية: I Sing of a Well)، هُو فيلم دراما غاني صدر سنة 2009 وأخرجته ليلى دجانسي. الفيلم من بطولة كل من جيمي جان-لويس وJot Agyeman وFreeman Ekow.

## طاقم التمثيل
- Jot Agyeman في دور الأمير وينامبي.
- أكوفا إدجياني أسايدو.
- صامويل أنانغ في دور الرجل العجوز.
- Edna Asare في دور خادمة القصر.
- كومفورت باوا في دور المرأة القروية.
- جيري بوتوي.
- Freeman Ekow في دور أومارو.
- جيمي جون لويس في دور الراوي.

## وصلات خارجية
- مقالات تستعمل روابط فنية بلا صلة مع ويكي بيانات